# Mistrzostwa Polski w Badmintonie 1965
2. Mistrzostwa Polski w badmintonie odbyły się w dniach 4-5 grudnia 1965 roku w Poznaniu.

## Klasyfikacja medalowa
| Konkurencja:            | Złoto:                                                   | Srebro:                                               | Brąz: |
| gra pojedyncza kobiet   | Teresa Masłowska (Warszawa)                              | Barbara Rojewska (Olsztyn)                            | Stanisława Suterska (Poznań) Jadwiga Czarniecka (Olsztyn)                                                      |
| gra pojedyncza mężczyzn | Aleksander Koczur (Kraków)                               | Leszek Nowakowski (Warszawa)                          | Lesław Markowicz (Olsztyn) Tadeusz Woźny (Poznań)                                                              |
| gra podwójna kobiet     |                                                          |                                                       | |
| gra podwójna mężczyzn   | Andrzej Domagała (Wrocław) Krzysztof Englander (Wrocław) | Jerzy Skibicki (Kraków) Jerzy Zieliński (Kraków)      | Ryszard Król (Łódź) Wiesław Świątczak (Łódź) Zdzisław Karwat (Warszawa) Czesław Wojciechowski (Warszawa)       |
| gra mieszana            | Bolesław Suterski (Poznań) Stanisława Suterska (Poznań)  | Aleksander Koczur (Kraków) Łucja Porządnicka (Kraków) | Stanisław Jeżewski (Olsztyn) Jadwiga Czarniecka (Olsztyn) Andrzej Domagała (Wrocław) Bożena Basińska (Wrocław) |